# Beinecke Rare Book and Manuscript Library
La Beinecke Rare Book and Manuscript Library (biblioteca Beinecke di manoscritti e libri rari) è la sezione della biblioteca dell'Università Yale che raccoglie i manoscritti e i libri rari e antichi, situata a New Haven, in Connecticut. L'edificio è stato progettato da Gordon Bunshaft, dello studio Skidmore, Owings and Merrill, ed è stato completato nel 1963.